# Barani Kopiniaczek
Barani Kopiniaczek (słow. Baraní mních) – turnia w słowackiej części Tatr Wysokich. Znajduje się w ich grani głównej, w północno-zachodniej grani masywu Baranich Rogów. Od Baranich Czub na południowym zachodzie oddzielają go Pośrednie Baranie Wrótka, z kolei na północnym wschodzie graniczy z Niżnim Baranim Zwornikiem, oddzielonym Wyżnimi Baranimi Wrótkami. Jest to jedna z wybitniejszych przełączek w tym fragmencie grani głównej.
Południowo-wschodnie stoki opadają z Baraniego Kopiniaczka do Baranich Pól w Dolinie Pięciu Stawów Spiskich, natomiast północno-zachodnie zbiegają do Śnieżnego Bańdziocha – górnego piętra Doliny Czarnej Jaworowej. Barani Kopiniaczek jest wyłączony z ruchu turystycznego. Możliwe drogi dla taterników prowadzą od północnego wschodu z Wyżniej Baraniej Szczerbiny w sąsiedniej Baraniej Grani oraz od południa z Baranich Pól.
Pierwsze wejścia:
- letnie – Zygmunt Klemensiewicz i Roman Kordys, 27 sierpnia 1907 r.,
- zimowe – Miloš Matras i Jaroslav Mlezák, 11 grudnia 1953 r.[2]